# 강 목록
강(江)은 붙여 쓴다. (외래어 표기법 제4장 3절 참조)
- 길이순 강 목록

아래는 외국의 강 목록이다. (한국의 강 목록)
바로가기:
가 나
다 라
마 바
사 아
자 차
카 타
파 하

## 가
- 가론강

## 나
- 나일강
- 나라강 (러시아)
- 나르바강
- 네만강
- 네바강
- 뉴야강
- 니바강
- 니즈냐야퉁구스카강

## 다
- 데스나강
- 도나우강
- 돈강
- 드네프르강

## 라
- 라인강
- 라마강
- 로바티강
- 리오그란데강

## 마
- 마니치강
- 마야강
- 마인강
- 메자강
- 메콩강
- 모스크바강
- 모크샤강
- 무나강
- 미시시피강

## 바
- 바그마티강
- 바르노프강
- 바르구진강
- 바트강
- 바흐강
- 베저강
- 베르흐냐야안가라강
- 베틀루가강
- 벨라야강
- 벨리카야강
- 보로냐강
- 보로네시강
- 보르쿠타강
- 볼가강
- 볼호프강
- 북드비나강
- 비라강
- 비류사강
- 비야강
- 비체그다강
- 비팀강
- 빌류이강
- 빔강

## 사
- 센강
- 시나노강
- 스헬더강
- 슈프레강
- 서드비나강
- 사마라강 (러시아)
- 세베르스키도네츠강
- 세임강
- 세툰강
- 셀렝가강
- 셰슈페강
- 셸론강
- 소지강
- 쇼샤강
- 스비리강
- 실카강

## 아
- 아마존강
- 유콘강
- 오티강
- 암스텔강
- 엠스강
- 와이카토강
- 엘베강
- 아랴강
- 아르군강
- 아무르강
- 아바차강
- 아바칸강
- 안가라강
- 압록강
- 안그라파강
- 알단강
- 알라제야강
- 알라티리강
- 알레이강
- 암가강
- 야나강
- 예니세이강
- 오논강
- 오비강
- 오카강
- 옴강
- 우랄강
- 우수리강
- 우추르강
- 우파강
- 위나강
- 유크강
- 이르티시강
- 이세티강
- 이심강
- 인디기르카강

## 자
- 장강
- 제야강

## 차
- 쳅차강
- 출림강
- 츠나강

## 카
- 카마강
- 카잔카강
- 카지르강
- 카툰강
- 칸강
- 캄차카강
- 케티강
- 코스트로마강
- 코토로슬강
- 콜리마강
- 콜럼비아강
- 콜로라도강
- 콩고강
- 쿠디마강
- 쿠마강
- 쿠반강
- 클랴지마강

## 타
- 템스강
- 타스강
- 테레크강
- 토볼강
- 투라강

## 파
- 파흐라강
- 페초라강
- 포강
- 포노이강
- 포로나이강
- 폰탄카강
- 프레골랴강
- 프레이저강
- 프루트강
- 피사강
- 피아그돈강

## 하
- 한강
- 황하
- 해리슨강
- 하펠강

바로가기:
가 나
다 라
마 바
사 아
자 차
카 타
파 하